# Elektrokemisk cell

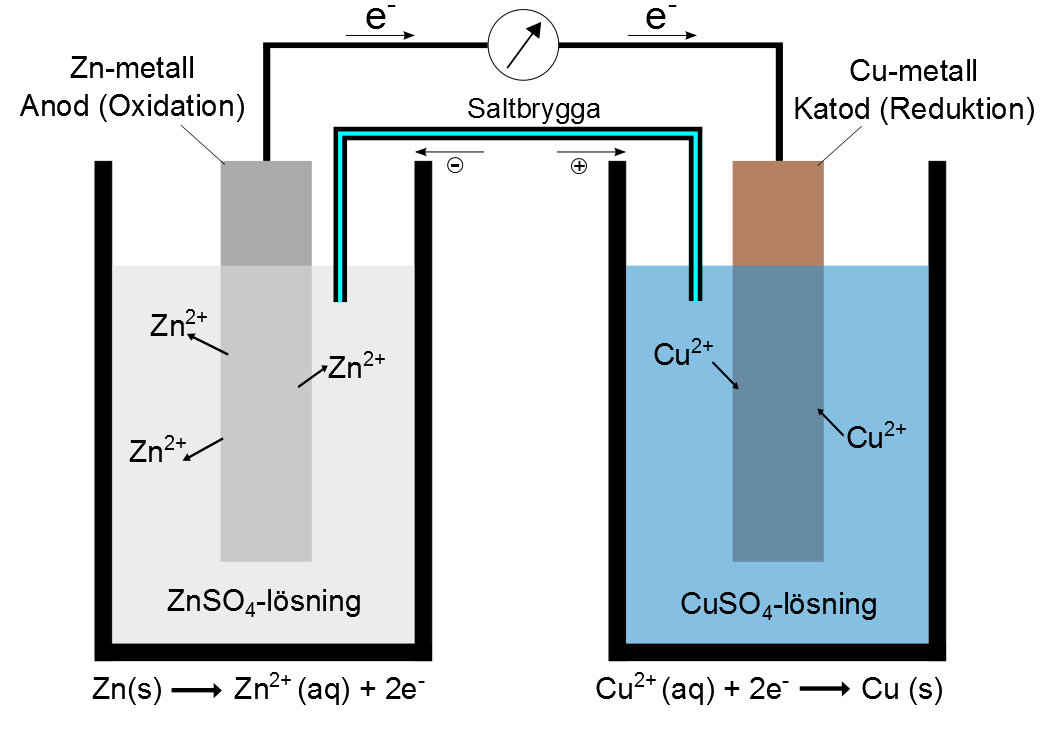
Elektrokemisk cell med saltbrygga mellan halvceller

En elektrokemisk cell är en konstruktion där två material tillsammans med elektrolyt sätts ihop och skapar en elektromotorisk kraft av de kemiska reaktioner som uppstår. Elektrisk ström orsakar reaktioner, där elektroner både frigörs och upptas i elektroderna. Det finns två typer av elektrokemiska celler: galvanisk cell och elektrolytisk cell.
En halvcell bygger på antingen en oxidation- eller en reduktionsreaktion. I en hel elektrokemisk cell frigörs elektroner i ena elektroden (oxidation), medan den andra elektroden upptar elektroner (reduktion) vid strömgenomgång. Elektronerna vandrar i den yttre ledaren medan olika joner upprätthåller strömmen i elektrolyten. Katjoner vandrar i strömmens riktning och anjoner i motsatt riktning. Om atomerna/jonerna som är del av reaktionen är metaller, används samma metall i varje elektrod vid metallraffinering men inte nödvändigtvis vid metallplätering. Järn och stål förses ofta med ett tunt lager koppar innan nästa metall pläteras. Om atomerna/jonerna i reaktionen i varje halvcell inte är metaller konstrueras elektroden med en icke-reaktiv metall exempelvis platina.